# Ordre du Trésor sacré
L'ordre du Trésor sacré (瑞宝章, Zuihōshō) a été institué le 3 janvier 1888 par l'empereur Meiji. Il récompense les personnes qui ont rendu des services distingués, tant civils que militaires, au pays. Il comportait à l'origine huit classes et était réservé aux hommes. Il fut étendu aux femmes le 22 mai 1919. Comme d'autres décorations japonaises, il a été remanié en 2003.

## Décoration
L'ordre du Trésor sacré est un hommage au trésor impérial du Japon. Il représente donc les trois objets sacrés qui symbolisent le pouvoir de l'empereur du Japon :
- l'épée, Kusanagi no tsurugi (草薙剣?), symbolisé ici par des rayons émaillés de blanc ;
- le miroir bouclier de bronze, Yata no kagami (八咫鏡?), symbolisé ici par un octogone d'argent ;
- le magatama (曲玉?), Yasakani no magatama (八尺瓊曲玉?), symbolisé ici par des cabochons de pâte de verre rouge.

La décoration prend la forme de vingt rayons émaillés de blanc, disposés en croix de Malte. Au centre se trouve un médaillon émaillé de bleu orné de l'octogone d'argent, et entouré de seize cabochons de verre rouge disposés en étoile à huit branche et reliés entre eux. Depuis la réforme de 2003, une bélière figurant un Kiri-mōn (桐紋) émaillé de blanc a été ajoutée. Le ruban, à l'origine bleu liseré de rose, est maintenant bleu liseré de jaune-orangé.

## Port
La première classe se porte en cordon avec une plaque reprenant la décoration sous la forme d'une croix maltée à huit branches. La plaque se porte sur le sein gauche. La deuxième classe se porte en sautoir avec plaque. La troisième se porte à l'identique, mais sans plaque. La quatrième classe se porte sur le sein gauche avec une rosette sur le ruban. La cinquième classe se porte à l'identique, mais sans rosette, les rayons de la croix de Malte étant alternativement d'argent et d'argent doré. La sixième classe se porte à l'identique, tous les rayons de la croix de Malte étant d'argent. La septième classe est une simple médaille dorée reprenant le médaillon central de la décoration. La huitième est à l'identique, en argent non doré. Ces deux dernières classes ont été supprimées par la réforme de 2003.
| Barrettes de l'ordre du Trésor sacré | Barrettes de l'ordre du Trésor sacré | Barrettes de l'ordre du Trésor sacré |
| 1888-2003                            | 2003-à nos jours                     |                                      |
| ------------------------------------ | ------------------------------------ | ------------------------------------ |
|                                      |                                      | 1re classe                           |
|                                      |                                      | 2e classe                            |
|                                      |                                      | 3e classe                            |
|                                      |                                      | 4e classe                            |
|                                      |                                      | 5e classe                            |
|                                      |                                      | 6e classe                            |
|                                      |                                      | 7e classe                            |
|                                      |                                      | 8e classe                            |
|                                      |                                      | ruban général de l'ordre             |

## Quelques récipiendaires
- Louis-Émile Bertin, grand-croix, décoré par l'empereur Meiji, dont il fut le conseiller particulier ;
- Edmond Buat, grand-croix ;
- Auguste Dubail, grand-croix ;
- Henri Mordacq, grand-croix ;
- Milton Friedman, grand cordon ;
- Jules Brunet, grand officier ;
- William Edwards Deming ;
- Kuki Ryūichi (1895)[1] ;
- Louis Froc ;
- Paxton Hibben ;
- Ōseki Masunori ;
- Sulamith Messerer (1996) ;
- Toshirō Mifune ;
- Hironori Ōtsuka ;
- Albert Roper (1926);
- Joseph Hackin
- Eiji Toyoda ;
- Paul Tsuchihashi ;
- Langdon Warner (1956)[2].
- Kamesuke Hiraga est un peintre, dessinateur et graveur japonais, fut décoré en 1961.
- Bensalem Smili, ministre de la Pêche maritime et de la Marine marchande (Maroc)[3]
- Kikue Mōri, actrice
- Baron Henri de Trannoy
- Ali Haroun[4]